# 納塔莎·本普拉喬姆
納塔莎·本普拉喬姆（1987年2月19日—），小名Yoghurt，為泰國第3電視台旗下的女演員及模特兒。代表作有《冰火之心》與《偽燭之焰》等。

## 早期生活
Yoghurt於1987年2月19日出生於泰國曼谷。高中畢業於Suksanari School。大學與碩士皆畢業於朱拉隆功大學的建築學院，主修電氣工程學系。畢業後曾在一家私營公司擔任行銷工程師，之後辭職進入模特行業。

## 演藝經歷
Yoghurt是在泰國著名攝影師Nat Prakobsantisuk的引薦下，進入模特圈。出道後的首部戲劇作品為翻拍劇《女奴2016》，在劇中飾演反派「Boonmee」一角，並在之後與泰國第3電視台簽訂經紀約。此外，於同年（2016年）播出的電視劇《仇火女郎》，讓在劇中飾演「Koranan Bupakriat」一角的Yoghurt更加出名。

## 個人生活
2019年10月16日，Yoghurt與泰國著名DJ皮亞瓦·坎佩特（PK）於美國登記結婚。
2024年3月1日，兩人宣布結束長達四年的婚姻。

## 影視作品

### 電視劇
| 首播年份 | 戲名                 | 戲名   | 播放平台      | 角色                                    | 備註 |
| 首播年份 | 譯名                 | 原文名 | 播放平台      | 角色                                    | 備註 |
| 2016年   | 《女奴2016》         |        | 泰國第3電視台 | Boonmee                                 | 配角 |
| 2016年   | 《仇火女郎》         |        | 泰國第3電視台 | Koranan Bupakriat （Grace）             | 配角 |
| 2018年   | 《公主羅曼史》       |        | 泰國第3電視台 | Sergeant Danika Samuthyakorn （Paen）   | 配角 |
| 2018年   | 《冰火之心》         |        | 泰國第3電視台 | Pinmook                                 | 主演 |
| 2018年   | 《虎將》             |        | 泰國第3電視台 | Lim Lee Ngek                            | 配角 |
| 2019年   | 《偽燭之焰》         |        | 泰國第3電視台 | Patima [現代]／Princess Wongduen [前世] | 主演 |
| 2019年   | 《泰版來自星星的你》 |        | 泰國第3電視台 | Meena                                   | 配角 |
| 2021年   | 《不義之罪》         |        | 泰國第3電視台 | Namthip （Thip）                        | 主演 |
| 2022年   | 《戀焰風暴2022》     |        | 泰國第3電視台 | Pimapsorn                               | 配角 |
| 2022年   | 《纏愛之根》         |        | 泰國第3電視台 | Charawee （Cha）                        | 配角 |
| 2024年   | 《玩火之風》         |        | 泰國第3電視台 | Madame Kwanna                           | 配角 |
| 待公布   | 《偷心俏冤家2024》   |        | 泰國第3電視台 | Tasanee                                 | 配角 |

## MV
| 年份   | 歌名                  | 歌名   | 歌手                          |
| 年份   | 譯名                  | 原文名 | 歌手                          |
| 2012年 | Bid                   |        | Isariya Patharamanop （Hunz） |
| 2012年 | 不適用                |        | C-Quint                       |
| 2013年 | 在做夢嗎?             |        | Armchair                      |
| 2013年 | 不適用                |        | Thanasit Jaturaput （Ton）    |
| 2014年 | Tur                   |        | Cocktail                      |
| 2014年 | Tee Lurah Keu Ruk Tae |        | Nakharin Kingsak              |
| 2016年 | 揉眼睛                |        | Champ Suppawat                |
| 2017年 | Darn Dai Ai Ot        |        | Ten Nararak                   |
| 2017年 | 淪陷                  |        | Hugo                          |
| 2017年 | Surahm                |        | Ten Nararak                   |

## 外部連結
- 納塔莎·本普拉喬姆於Channel 3的個人簡介 （页面存档备份，存于）（泰文）
- 納塔莎·本普拉喬姆的Instagram帳戶（泰文）